# Comuna Kuhitska Volea, Zaricine
Kuhitska Volea (în ucraineană Кухітська Воля) este o comună în raionul Zaricine, regiunea Rivne, Ucraina, formată din satele Jdan, Kuhitska Volea (reședința) și Ostrivsk.

## Demografie
Componența lingvistică a comunei Kuhitska Volea
     Ucraineană (99,71%)
     Alte limbi (0,3%)
Conform recensământului din 2001, majoritatea populației comunei Kuhitska Volea era vorbitoare de ucraineană (99,71%), existând în minoritate și vorbitori de alte limbi.